# 田原誠次
田原 誠次（たはら せいじ、1989年9月2日 - ）は、宮崎県延岡市出身の元プロ野球選手（投手）。右投左打。

## 経歴

### プロ入り前
延岡市立岡富小学校3年時にソフトボールを始め、延岡市立岡富中学校時代は軟式野球部に所属。
聖心ウルスラ学園高等学校に内野手として入部するが、背番号も与えられなかった。2年時の秋に監督の助言で投手へ転向、打撃投手を務めていた際に制球難からサイドスローに転向する。3年時の夏は全国高等学校野球選手権宮崎大会予選2回戦で敗退。甲子園出場経験は無し。
高校卒業後は社会人野球の三菱自動車倉敷オーシャンズ（当時は「倉敷オーシャンズ」）に入団すると、1年目の2008年から公式戦に登板し、2年目の2009年から主戦となる。4年目の2011年、伯和ビクトリーズの補強選手として第82回都市対抗野球大会の本戦に出場。初戦の東京ガス戦で4回途中から2番手として登板し、7回まで無失点に抑えるも、9回にサヨナラ負けを喫し敗戦投手となった。当時注目されていなかった田原だが、この試合を観ていた読売ジャイアンツの山下哲治スカウト部長がその潜在能力を評価し、実戦は1度しか見ていないながらもプロ野球ドラフト会議での指名を進言する。
2011年10月27日、2011年度プロ野球ドラフト会議で読売ジャイアンツから7位指名を受け入団。

### 巨人時代
2012年は春季キャンプでシンカーを習得。6月10日にシーズン2度目の一軍昇格を果たすと、翌日の千葉ロッテマリーンズ戦で4回からプロ初登板。7月1日の中日ドラゴンズ戦でプロ初先発し2回を無失点に抑えるも、代打を送られ降板。8月9日にプロ初勝利を挙げると、翌日の登板で巨人の新人では城之内邦雄以来50年ぶりとなる2日連続勝利を手にした。同年は中継ぎとして起用され前述の先発1試合と合わせて計32試合に登板し、オフにはプエルトリコ・ウィンターリーグへの派遣メンバーに、笠原将生とともに選ばれた。しかし、翌年の2013年は腰痛を発症し7試合の登板に留まった。
2014年はシーズン後半戦から、西村健太朗・山口鉄也・スコット・マシソンらリリーフが2013年のようには機能しない中、右の中継ぎとして20試合に登板。左膝痛から8月22日に出場選手登録を抹消された。
2015年は8月30日の中日戦で好救援し3年ぶりの白星を手にすると、そのまま一軍に定着。優勝争いの終盤で勝利の方程式につなぐ重要なポジションを掴んだ。最終的に18試合の登板ながら防御率1.00を記録した。
2016年はシーズン通して一軍に帯同し、マシソンと共にフル回転を続けた。最終的に自己最多の64試合に登板した。
2017年は27試合に登板、防御率2.89。
2018年はチーム事情で一軍と二軍を行き来したが、29試合に登板して防御率は2年続けて2点台だった。
2019年は開幕を二軍で迎え、4月16日に一軍昇格。4月27日の横浜DeNAベイスターズ戦で通算200試合登板を達成した。しかし25試合の登板で防御率は4.32と悪化させ、シーズンを通して一軍で登板することは出来なかった。シーズンオフには背番号を入団当初の63番に戻すことが発表された。
2020年は二軍で35試合に登板するも、1勝1敗、防御率7.06といった低調な成績で、プロ入りしてから初めて一軍登板がないシーズンとなった。11月2日、戦力外通告が公示された。現役続行を希望し、12月7日に開催された12球団合同トライアウトに参加したものの、NPB球団との契約には至らず、2021年3月9日に現役引退を決めたことが報じられた。

### 現役引退後
引退後は、九州の工場で勤務する一方で、指導者のオファーも届いており、指導者の道も検討している様子が報じられた。
2022年5月、福岡県福岡市に本拠地を置く社会人野球の専門学校チームである沖データコンピュータ教育学院硬式野球部のコーチに就任した。

## 選手としての特徴・人物
サイドスローからストレートに加え、スライダー・カーブ・チェンジアップ・シンカーの変化球を操る技巧派タイプ。プロ入り後の最初の春季キャンプで、シンカーを習得した。緩急を使い、打たせて取るのが持ち味。2015年シーズンからはスローカーブが大きな武器となっている。
妻帯者。長男と長女がいる。

## 詳細情報

### 年度別投手成績
| 年 度    | 球 団    | 登 板 | 先 発 | 完 投 | 完 封 | 無 四 球 | 勝 利 | 敗 戦 | セ 丨 ブ | ホ 丨 ル ド | 勝 率 | 打 者 | 投 球 回 | 被 安 打 | 被 本 塁 打 | 与 四 球 | 敬 遠 | 与 死 球 | 奪 三 振 | 暴 投 | ボ 丨 ク | 失 点 | 自 責 点 | 防 御 率 | W H I P |
| -------- | -------- | ----- | ----- | ----- | ----- | -------- | ----- | ----- | -------- | ----------- | ----- | ----- | -------- | -------- | ----------- | -------- | ----- | -------- | -------- | ----- | -------- | ----- | -------- | -------- | ------- |
| 2012     | 巨人     | 32    | 1     | 0     | 0     | 0        | 2     | 0     | 0        | 7           | 1.000 | 130   | 30.1     | 30       | 3           | 8        | 0     | 4        | 23       | 0     | 0        | 11    | 11       | 3.26     | 1.26    |
| 2013     | 巨人     | 7     | 0     | 0     | 0     | 0        | 0     | 0     | 0        | 0           | ----  | 39    | 9.0      | 9        | 0           | 4        | 0     | 1        | 8        | 0     | 0        | 6     | 6        | 6.00     | 1.44    |
| 2014     | 巨人     | 20    | 0     | 0     | 0     | 0        | 0     | 1     | 0        | 3           | .000  | 71    | 18.2     | 11       | 4           | 3        | 0     | 3        | 15       | 0     | 0        | 7     | 6        | 2.89     | 0.75    |
| 2015     | 巨人     | 18    | 0     | 0     | 0     | 0        | 1     | 0     | 0        | 4           | 1.000 | 75    | 18.0     | 11       | 1           | 9        | 0     | 2        | 18       | 0     | 0        | 2     | 2        | 1.00     | 1.11    |
| 2016     | 巨人     | 64    | 0     | 0     | 0     | 0        | 4     | 3     | 0        | 14          | .571  | 233   | 54.2     | 56       | 3           | 22       | 1     | 3        | 29       | 0     | 1        | 22    | 21       | 3.46     | 1.43    |
| 2017     | 巨人     | 27    | 0     | 0     | 0     | 0        | 1     | 1     | 0        | 1           | .500  | 123   | 28.0     | 28       | 4           | 11       | 3     | 2        | 17       | 1     | 0        | 9     | 9        | 2.89     | 1.39    |
| 2018     | 巨人     | 29    | 0     | 0     | 0     | 0        | 2     | 0     | 0        | 1           | 1.000 | 125   | 31.2     | 27       | 4           | 8        | 1     | 0        | 19       | 0     | 0        | 9     | 9        | 2.56     | 1.11    |
| 2019     | 巨人     | 25    | 0     | 0     | 0     | 0        | 2     | 2     | 0        | 5           | .500  | 70    | 16.2     | 14       | 1           | 7        | 1     | 0        | 9        | 1     | 0        | 8     | 8        | 4.32     | 1.31    |
| NPB：8年 | NPB：8年 | 222   | 1     | 0     | 0     | 0        | 12    | 7     | 0        | 35          | .632  | 866   | 207.0    | 186      | 20          | 72       | 6     | 15       | 138      | 2     | 1        | 74    | 72       | 3.13     | 1.25    |

- 2020年度シーズン終了時
- 各年度の太字はリーグ最高

### 年度別守備成績
| 年 度 | 球 団 | 投手  | 投手  | 投手  | 投手  | 投手  | 投手     |
| 年 度 | 球 団 | 試 合 | 刺 殺 | 補 殺 | 失 策 | 併 殺 | 守 備 率 |
| ----- | ----- | ----- | ----- | ----- | ----- | ----- | -------- |
| 2012  | 巨人  | 32    | 5     | 9     | 0     | 1     | 1.000    |
| 2013  | 巨人  | 7     | 0     | 3     | 0     | 0     | 1.000    |
| 2014  | 巨人  | 20    | 1     | 3     | 0     | 0     | 1.000    |
| 2015  | 巨人  | 18    | 0     | 4     | 0     | 0     | 1.000    |
| 2016  | 巨人  | 64    | 2     | 12    | 0     | 1     | 1.000    |
| 2017  | 巨人  | 27    | 2     | 6     | 0     | 0     | 1.000    |
| 2018  | 巨人  | 29    | 0     | 3     | 0     | 0     | 1.000    |
| 2019  | 巨人  | 25    | 0     | 3     | 0     | 1     | 1.000    |
| 通算  | 通算  | 222   | 10    | 43    | 0     | 3     | 1.000    |

- 2020年度シーズン終了時

### 記録
- 初登板：2012年6月11日、対千葉ロッテマリーンズ4回戦（東京ドーム）、4回表に2番手で救援登板、1回2/3無失点[1][9][32]
- 初奪三振：同上、4回表に清田育宏から空振り三振
- 初先発：2012年7月1日、対中日ドラゴンズ6回戦（東京ドーム）、2回無失点（勝敗なし）[10]
- 初ホールド：2012年7月17日、対阪神タイガース14回戦（阪神甲子園球場）、6回裏1死に3番手で救援登板、2/3回無失点[1][33]
- 初勝利：2012年8月9日、対阪神タイガース18回戦（東京ドーム）、8回表に2番手で救援登板、1回無失点[1][34]

### 背番号
- 63 （2012年、2020年）
- 37 （2013年 - 2019年）

### 登場曲
- 「Around The World」Red Hot Chili Peppers（2012年 - 2017年8月）
- 「Are You Gonna Be My Girl」Jet（2017年9月 - 2018年7月）
- 「Machine Gun Funk」EXILE SHOKICHI（2018年7月 - ）